# NGC 3284
NGC 3284 је елиптична галаксија у сазвежђу Велики медвед која се налази на NGC листи објеката дубоког неба.
Деклинација објекта је + 58° 37' 13" а ректасцензија 10h 36m 21,3s. Привидна величина (магнитуда) објекта NGC 3284 износи 13,6 а фотографска магнитуда 14,6. NGC 3284 је још познат и под ознакама NGC 3286, MCG 10-15-112, CGCG 290-56, KCPG 239A, PGC 31433.